# (74395) 1998 XY57
(74395) 1998 XY57 – planetoida z pasa głównego asteroid okrążająca Słońce w ciągu 4,51 lat w średniej odległości 2,73 j.a. Odkryta 15 grudnia 1998 roku.